# Beaumetz-lès-Loges
Beaumetz-lès-Loges és un municipi francès situat al departament del Pas de Calais i a la regió dels Alts de França. L'any 2007 tenia 1.001 habitants.

## Demografia

### Població
El 2007 la població de fet de Beaumetz-lès-Loges era de 1.001 persones. Hi havia 382 famílies de les quals 96 eren unipersonals (46 homes vivint sols i 50 dones vivint soles), 112 parelles sense fills, 137 parelles amb fills i 37 famílies monoparentals amb fills.
La població ha evolucionat segons el següent gràfic:
Habitants censats

### Habitatges
El 2007 hi havia 415 habitatges, 396 eren l'habitatge principal de la família, 2 eren segones residències i 17 estaven desocupats. 377 eren cases i 38 eren apartaments. Dels 396 habitatges principals, 289 estaven ocupats pels seus propietaris, 93 estaven llogats i ocupats pels llogaters i 13 estaven cedits a títol gratuït; 15 tenien dues cambres, 35 en tenien tres, 111 en tenien quatre i 235 en tenien cinc o més. 344 habitatges disposaven pel capbaix d'una plaça de pàrquing. A 181 habitatges hi havia un automòbil i a 180 n'hi havia dos o més.

### Piràmide de població
La piràmide de població per edats i sexe el 2009 era:
| Homes | Edats   | Dones |
| ----- | ------- | ----- |
| 0     | 95 o +  | 0     |
| 4     | 90 a 94 | 0     |
| 4     | 85 a 89 | 8     |
| 4     | 80 a 84 | 4     |
| 8     | 75 a 79 | 12    |
| 12    | 70 a 74 | 0     |
| 28    | 65 a 69 | 36    |
| 20    | 60 a 64 | 40    |
| 28    | 55 a 59 | 16    |
| 28    | 50 a 54 | 28    |
| 12    | 45 a 49 | 20    |
| 40    | 40 a 44 | 32    |
| 52    | 35 a 39 | 36    |
| 36    | 30 a 34 | 44    |
| 16    | 25 a 29 | 40    |
| 28    | 20 a 24 | 4     |
| 16    | 15 a 19 | 16    |
| 24    | 10 a 14 | 44    |
| 48    | 5 a 9   | 72    |
| 20    | 0 a 4   | 28    |

## Economia
El 2007 la població en edat de treballar era de 658 persones, 501 eren actives i 157 eren inactives. De les 501 persones actives 454 estaven ocupades (235 homes i 219 dones) i 48 estaven aturades (23 homes i 25 dones). De les 157 persones inactives 69 estaven jubilades, 55 estaven estudiant i 33 estaven classificades com a «altres inactius».

### Ingressos
El 2009 a Beaumetz-lès-Loges hi havia 374 unitats fiscals que integraven 981 persones, la mediana anual d'ingressos fiscals per persona era de 17.457 €.

### Activitats econòmiques
Dels 41 establiments que hi havia el 2007, 1 era d'una empresa alimentària, 2 d'empreses de fabricació d'altres productes industrials, 3 d'empreses de construcció, 10 d'empreses de comerç i reparació d'automòbils, 4 d'empreses de transport, 2 d'empreses d'hostatgeria i restauració, 3 d'empreses financeres, 3 d'empreses immobiliàries, 3 d'empreses de serveis, 7 d'entitats de l'administració pública i 3 d'empreses classificades com a «altres activitats de serveis».
Dels 13 establiments de servei als particulars que hi havia el 2009, 1 era una gendarmeria, 1 oficina de correu, 2 oficines bancàries, 2 tallers de reparació d'automòbils i de material agrícola, 1 autoescola, 1 lampisteria, 2 electricistes, 2 perruqueries i 1 agència immobiliària.
Dels 5 establiments comercials que hi havia el 2009, 1 era un hipermercat, 1 una botiga de més de 120 m², 1 una botiga de menys de 120 m², 1 una fleca i 1 una joieria.
L'any 2000 a Beaumetz-lès-Loges hi havia 4 explotacions agrícoles.

## Equipaments sanitaris i escolars
L'únic equipament sanitari que hi havia el 2009 era una farmàcia.
El 2009 hi havia una escola elemental.

## Poblacions més properes
El següent diagrama mostra les poblacions més properes.